# Pachygenium
Pachygenium là một chi thực vật có hoa trong họ Lan.